# Сливка (річка)
Сливка — річка в Україні, у Шосткинському районі Сумської області. Ліва притока Есмані (басейн Дніпра).

## Опис
Довжина річки приблизно 6 км. На деяких ділянках пересихає.

## Розташування
Бере початок у селі Шевченкове (колишнє Чорториги). Спочатку тече на південний захід, потім на північний захід і на північний схід. На північному сході від Землянки впадає в річку Есмань, ліву притоку Десни.